# Música libre (programa de televisión)
Música libre fue un programa de televisión chileno emitido por Televisión Nacional de Chile entre 1971 y 1975. Posteriormente el programa volvió a ser transmitido por Teleonce en 1980, por TVN durante un corto periodo en 1981 y finalmente por Canal 13 entre 2001 y 2002. En el programa se presentaban coreografías de las canciones más populares del momento, las cuales estaban a cargo de un grupo de jóvenes bailarines. Fuera de Chile, únicamente fue transmitido en Costa Rica, por Canal 4, desde octubre de 1973 a finales de 1975.

## Historia

### TVN (1971-1975)

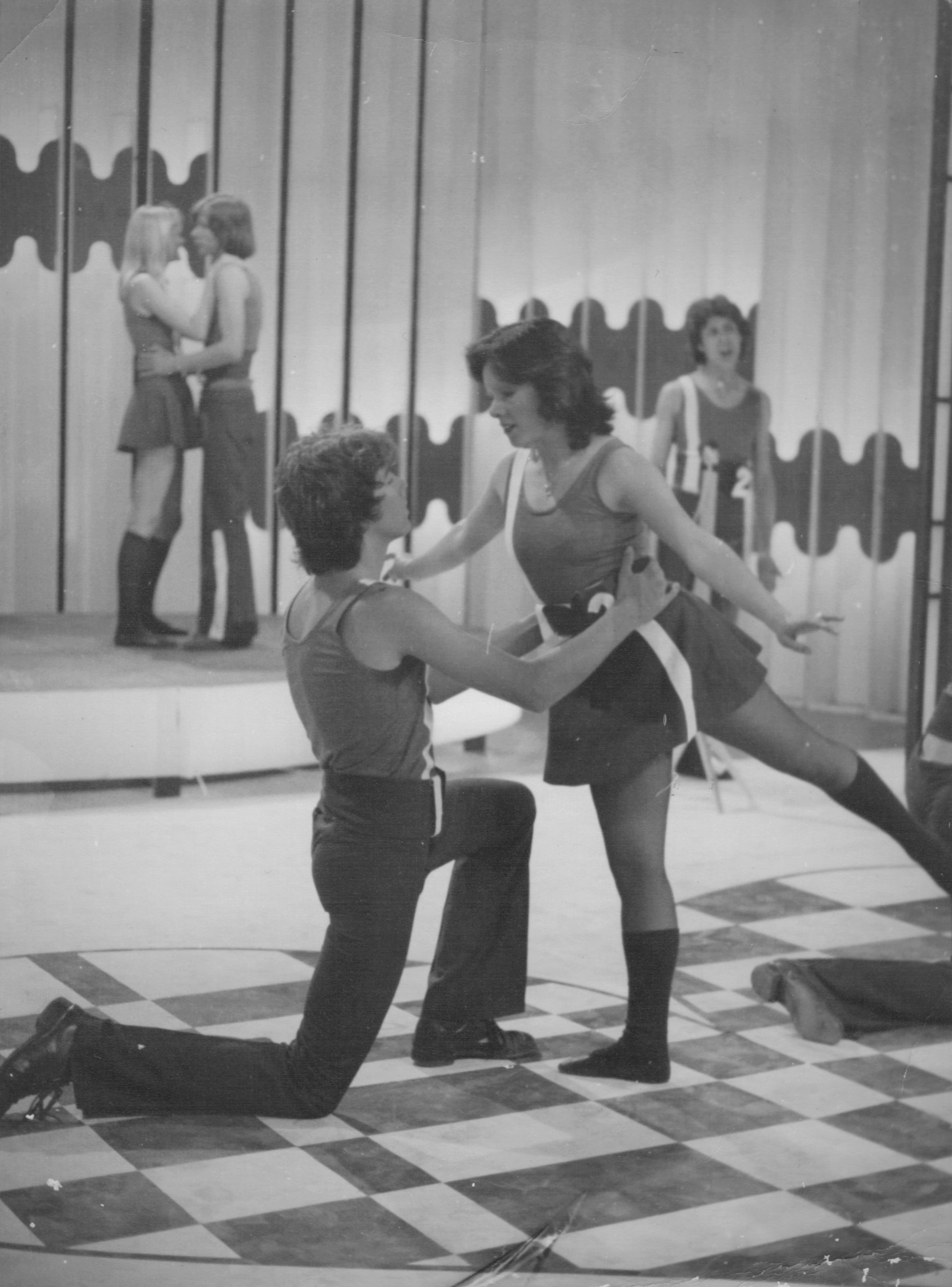
Bailarines de «Música libre» en TVN.

La primera versión de Música libre debutó en TVN el 2 de agosto de 1971, con la conducción de Ricardo García y las coreografías a cargo de Pepe Gallinato y Mirtha Furioso, y era considerado un "show musical" para la juventud. Sin embargo, las autoridades del canal cancelaron el programa a las pocas semanas de su debut. Tras esto, los televidentes iniciaron una serie de reclamos para reponer el programa, el cual fue restituido a pocas semanas, tras miles de cartas al canal.
El programa era realizado por el productor musical Camilo Fernández, quien también produjo la versión de Teleonce. Era emitido de lunes a viernes a las 18:30 (hora local), tenía una duración de 30 minutos y era precedido por el programa infantil Pin Pon. Su primer presentador fue Ricardo García, quien fue reemplazado desde abril de 1972 por César Antonio Santis, siendo sucedido por Nelson Hoffman y Marisa Sepúlveda.
Música libre finalizó sus emisiones en 1975, siendo uno de los pocos programas de TVN que se mantuvo en emisión luego del golpe de Estado del 11 de septiembre de 1973.

### Teleonce (abril-diciembre de 1980)
La segunda versión del programa fue emitida por Teleonce. La idea del canal fue reeditar Música Libre con tal de potenciar la programación de la frecuencia creada en abril de 1980 como reemplazo del antiguo Canal 9. El programa inicialmente se realizaba en el Estudio 3 del canal y posteriormente en la Disco Hollywood, una moderna discoteca de Santiago de Chile, y era presentado por Araceli Muñoz y Andrés Espinoza, el Coto, ambos ex-bailarines de la primera edición. El programa contaba con dos equipos de baile, uno de ellos era el Ballet Studio 11 y el otro el de Eduardo del Río; este último apareció solo durante el primer mes del programa. El Ballet Studio 11 estaba conformado por recordados integrantes como: Wilma (Pinocchio), Roberto, Denisse (la Tortuga), Andrés, Marcia, Totty, Pedro, Gonzalo, Ximena, Patricia, Soledad, Alicia, Calú, Sara, Wendy, Carola, entre otros.

### TVN (1981)
La tercera versión fue emitida por Televisión Nacional de Chile. El programa empieza a realizar algunas presentaciones fuera de Santiago y también en la Teletón. Se mantiene en la animación, el "Coto" Espinoza. Araceli Muñoz sigue fiel a Camilo Fernández, su productor musical, y hace cargo de la animación de "Nueva Música Joven '81" en Teleonce, pues TVN había reclamado el nombre Música Libre. Posteriormente Camilo Fernández lo recupera cuando, pasado el plazo legal, TVN no renueva la propiedad de la marca.

### Canal 13 (2001-2002)
La última versión de Música libre fue emitida por Canal 13 entre el 1 de octubre de 2001 y junio de 2002, y era presentada por Millaray Viera y Matías Vega, bajo la dirección de Juan Pablo Sánchez y la producción de Sergio Canals.  Era emitido de lunes a viernes a las 17:30 (hora local), tenía una duración de 30 minutos y precedía al programa periodístico Pantalla abierta. El programa tuvo dos temporadas, obteniendo en la primera un éxito de audiencia aunque a largo plazo no pudo imponerse a su competencia Mekano de Mega. Sus últimos capítulos fueron cambiados para los domingos a las 16:30 en un especial de una hora.
Luego por su paso por el programa, algunos rostros que siguieron en televisión fueron:
- Antonella Orsini (actriz)
- Mayte Rodríguez (actriz)
- Carolina Arredondo (actriz)
- Christian Ocaranza (Bailarín)
- María Isabel Sobarzo (Bailarina)
- Andrés Reyes (actor)
- Maura Rivera (Bailarina)
- Justin Page (actor)